# Barabás Miklós (újságíró)
Barabás Miklós (Budapest, 1922. május 12. – Budapest, 2010. március 13.) újságíró, a Magyar Távirati Iroda örökös tudósítója.

## Élete
1943-ban a budapesti tudományegyetem jogi karán diplomázott. 1944. január 1-jén lett az MTI  rádiófigyelő részlegének munkatársa. 1944 őszén behívták tényleges katonai szolgálatra. Budán került szovjet hadifogságba, ahol csaknem négy és fél évet töltött. 1949. július végétől ismét az MTI-nél dolgozott. 1954 őszén "racionalizálás" címén elbocsátották és csak 1956 decemberében vették vissza.
A Külpolitikai Főszerkesztőségen folytatta munkáját fordító-újságíróként, majd 1964-től szerkesztő-turnusvezető lett. 1983-tól a Daily News - Neueste Nachrichten című angol és német nyelvű hírügynökségi lapnál főszerkesztő-helyettesi minőségben a német részleget vezette egészen 1987. évi nyugdíjazásáig. 1992 nyarától nyugdíjasként a Panoráma szerkesztőség munkatársaként dolgozott.
Több nyelvről fordította, írta, szerkesztette az MTI anyagait. Tudósítóként dolgozott többek között Helsinkiben, Bécsben, Genfben.

## Könyvei
2006-ban jelent meg a Tévúton (Ne tovább, emberiség!), majd 2008-ban A remény záloga című műve. Tervezett még egy művet, amelynek témája a kereszténység és a globalizáció lett volna. Ő fordította magyarra Adolf Hitler: Asztali beszélgetések – Monológok a vezérkari főhadiszálláson (1941-44) című művet, valamint Gerald Suster: Generálisok – a történelem legjobb és legrosszabb hadvezérei című könyvet.
Munkásságát az MTI 2001-ben életműdíjjal ismerte el. 2009-ben elnyerte a Magyar Távirati Iroda örökös tudósítója címet.